# Juan Fernández-Miranda
Juan Fernández-Miranda (Madrid, 1979) es un periodista español especializado en información y análisis político de la actualidad. Su carrera profesional se ha desarrollado en el grupo Vocento, donde ejerció como adjunto al director del diario ABC desde 2021 y del que fue jefe de información Nacional durante diez años. Es adjunto al director de El Confidencial. Es colaborador habitual de diversos programas de televisión y radio y autor de varios ensayos políticos sobre  la segunda mitad del siglo XX español, con especial atención a la Transición española. 

## Carrera profesional
Licenciado en Periodismo por la Universidad Complutense de Madrid y la Universidad Francisco de Vitoria, comenzó su carrera en la agencia de noticias Servimedia (2001-2005) y después fue subdirector de Informativos en Veo7, el proyecto audiovisual de El Mundo TV (Unidad Editorial). Allí presentó informativos y moderó programas de debate de actualidad y entrevistas (7Noticias, 7Opiniones y Veo El Mundo, entre otros).
Fue en 2011 cuándo fichó por el Grupo Vocento para asumir las funciones de subdirector del programa matinal de radio ‘Cada mañana sale el sol’ (ABC Punto Radio). Pronto pasó a la redacción del ABC, donde se dedicó a la información de tribunales dentro de la sección “España”, de la que fue redactor jefe entre 2014 y 2024, y desde  2021 adjunto al director.
Su carrera en ABC ha ido en paralelo a su participación como colaborador en el sector audiovisual, donde en la actualidad colabora con TVE, La Sexta, Telemadrid, Trece, TV CYL y Canal Sur. Como periodista radiofónico está ligado a la Cadena COPE desde 2021 como colaborador habitual de Herrera en Cope y como autor del comentario diario “La posdata” en La Linterna de Ángel Exposito. Previamente ha colaborado con Radio Nacional, la SER, Onda Madrid y Es Radio.
En ABC publica una columna semanal en la sección de Opinión.

## Ensayista político
Sobrino-nieto de Torcuato Fernández-Miranda, jurista y político esencial en la Transición española, sus investigaciones siempre han estado enmarcadas en el proceso histórico y político de la Transición.
Es autor de ‘El guionista de la Transición, el profesor del Rey’ que recoge la vida de Torcuato Fernández-Miranda; ‘Don Juan contra Franco” que relata los intentos del sector monárquico para desbancar a Franco en los años 40 del siglo pasado; ‘El jefe de los espías’, que revela los secretos de Emilio Alonso Manglano, director de la inteligencia española en los 80 y los 90; y ‘Objetivo: Democracia’ crónica del proceso político de diecinueve meses que condujo a la democracia, y que ha obtenido el Premio Espasa de Ensayo 2024.
‘Objetivo: Democracia’ narra  los meses que separan la muerte de Franco, el 20 de noviembre de 1975, y las primeras elecciones democráticas en España, el 15 de junio de 1977. Según el jurado del premio: «ofrece un análisis riguroso centrándose en un momento crítico: la preparación y celebración de las primeras elecciones democráticas tras la muerte de Franco. Con gran tensión narrativa y un estilo ágil, Fernández-Miranda nos transporta a los meses decisivos donde las decisiones políticas y los dilemas morales forjaron el rumbo del país hacia la democracia».
También ha colaborado en dos libros corales: “España constitucional (1978-2018). Trayectorias y perspectivas” (Centro de Estudios Políticos y Constitucionales, 2018), y “100 días del Estado de alarma: la democracia confinada”, coordinado por María Eizaguirre. En su artículo relata la elaboración del manifiesto “La libertad de preguntar”, del que fue promotor junto a Jesús García Calero y que concitó el respaldo de más de 600 periodistas de todos los medios de comunicación, ya sean generalistas, especializados o locales y que propició que el Gobierno admitiera preguntas directas de los periodistas durante las ruedas de prensa celebradas en pandemia.
El ensayo ‘El guionista de la Transición, el profesor del Rey’ ha sido llevada a las pantallas como serie de televisión por TVE, dirigida por Silvia Quer e interpretada por Gonzalo de Castro.